# Penetrômetro

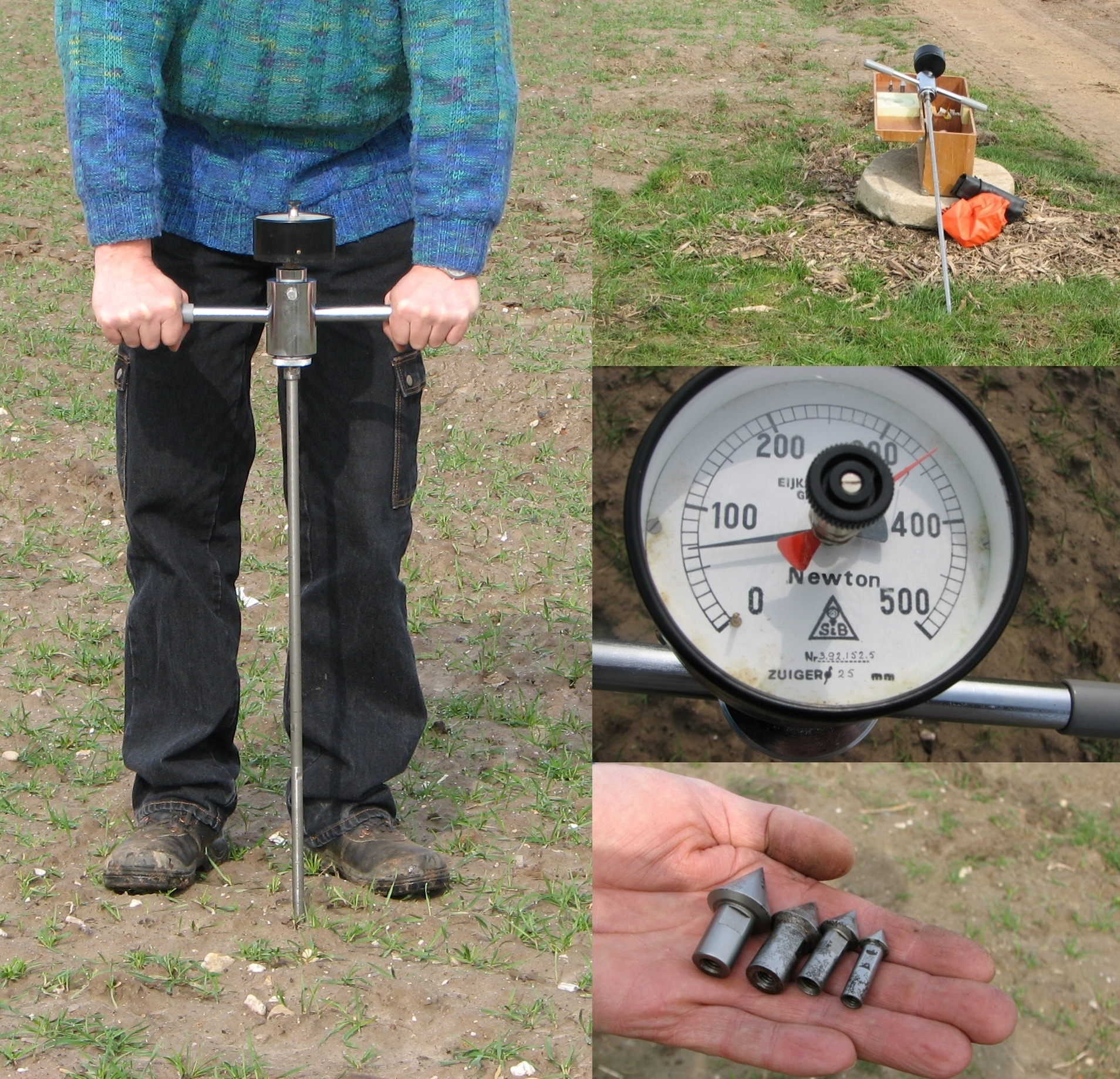
Um penetrômetro manual em ação.

Um penetrômetro (português brasileiro) ou penetrómetro (português europeu) é um instrumento de controle usado qualificar e quantificar a compactação de um material (do solo por exemplo). Esse instrumento pode ser usado para fins de agricultura de precisão e/ou geologia.
Cientistas usam penetrômetros para medir o nível de compactação e humidade no solo em vários ambientes, inclusive em glaciologia. Penetrômetros foram e são usados em sondas espaciais, desde a Luna 13 até a Cassini-Huygens para medir as características de penetração e o nível de umidade do solo de outros corpos celestes. 

## Botânica
Um penetrômetro também pode ser usado em botânica para medir a resistência de uma folha, medindo a força necessária para fazer um furo através dela.